# Olofström (Gemeinde)
Koordinaten: 56° 17′ N, 14° 32′ O

Olofström ist eine Gemeinde (schwedisch kommun) in der schwedischen Provinz Blekinge län und der historischen Provinz Blekinge. Der Hauptort der Gemeinde ist Olofström.

## Orte
- Gränum
- Jämshög
- Kyrkhult
- Olofström
- Vilshult